# Rafael Caroca
Rafael Antonio Caroca Cordero (* 19. Juli 1989 in Curicó) ist ein chilenischer Fußballspieler. Der Mittelfeldspieler bestritt drei Länderspiele für die chilenische Fußballnationalmannschaft und gewann auf Vereinsebene zwei Meisterschaften.

## Karriere

### Verein
Rafael Caroca kam 2004 in die Jugend des CSD Colo-Colo und wurde 2008 ins Profiteam CSD Colo-Colo befördert, jedoch erst an den CD O’Higgins verliehen. Durchsetzen konnte er sich bei beiden Teams nicht und wechselte auf Leihbasis zu Deportes La Serena, wo er regelmäßig Einsätze bekam. Zurück bei Colo-Colo wurde er häufiger eingesetzt, wechselte aber 2013 zunächst auf Leihbasis, dann fest zu Deportes Iquique. Er gewann mit dem Team aus dem Norden die Copa Chile und blieb im Verein bis zu seinem Wechsel im Juni 2017 zu Universidad de Chile. Caroca kehrte 2020 zurück nach Iquique, blieb allerdings nur ein Jahr und schloss sich Ñublense an. Im Dezember 2024 gab er seinen Wechsel für die Folgesaison zum CD Huachipato bekannt.

### Nationalmannschaft
Im Juni 2008 bestritt Caroca beim Freundschaftsspiel gegen Guatemala sein erstes Länderspiel. Rund zwei Jahre später spielte er sieben Minute beim Freundschaftsspiel gegen Trinidad und Tobago und im Januar 2017 wurde er in der letzten Spielminute beim China-Cup gegen Kroatien eingewechselt.

## Erfolge
Colo-Colo
- Chilenischer Meister: 2007-C, 2009-C

Deportes Iquique
- Chilenischer Pokalsieger: 2013/14